# ХК Суботичанка
Хокејашки клуб Суботичанка је клуб хокеја на трави из Суботице. ХК Суботичанка је најбољи српски клуб свих времена и уз Јединство из Загреба највећи клуб СФР Југославије.

## Историја
Клуб је основан 1965. у оквиру фабрике Суботичанка из Суботице. У то време у Суботици оснивају се многи клубови хокеја на трави у оквиру фабрика. ХК Суботичанка први пут улази у Прву лигу Југославије 1968. године и исте године као дебитант осваја првенство, то је била само најава доминације овог клуба која ће уследити у другој половини седамдесетих и у првој половини осамдесетих година. Први куп освојен је 1969, апрва дупла круна хокејаши из Суботице освојени су 1974, то је тренутак када почиње хегемонија Суботичанке. Овај клуб је осам пута наступао у најелитнијем европском такмичењу. Први пут су играли Еурохокеј Куп шампиона 1975. и том приликом завршили су као осми. Суботичанка је дала велики број репрезентативаца, најбоњи играч хокеја на трави са ових простора Имре Фаркаш управо је био члан овог клуба. играли су и 5 играча из Индије. Овај клуб је два пута проглашаван за најбољи спортски колектив Суботице - 1974. и 1983. Последња титула освојена је 1986. године. Због финансијских проблема и са пропадањем фабрике и клуб је почео да стагнира, нажалост угашен је 1991. године великан српског и југословенског хокеја на трави.

## Успеси
- Национално првенство (11):
  - Првенство СФР Југославије
    - Првак (11): 1968, 1974, 1976, 1978, 1979, 1981, 1982, 1983, 1984, 1985, 1986.
    - Други (6): 1972, 1973, 1975, 1977, 1980, 1987.
- Национални куп (11):
  - Куп СФР Југославије
    - Освајач (11): 1969, 1974, 1975, 1976, 1977, 1978, 1979, 1980, 1981, 1982, 1983.
    - Финалиста (4): 1984, 1985, 1986, 1987.